# Walden (Colorado)
Walden és una població dels Estats Units, seu del comtat de Jackson, a l'estat de Colorado. Segons el cens del 2000 tenia 734 habitants.

## Demografia
Segons el cens del 2000, Walden tenia 734 habitants, 330 habitatges, i 207 famílies. La densitat de població era de 833,5 habitants per km².
Dels 330 habitatges en un 29,7% hi vivien nens de menys de 18 anys, en un 44,8% hi vivien parelles casades, en un 12,1% dones solteres, i en un 37% no eren unitats familiars. En el 34,5% dels habitatges hi vivien persones soles el 12,1% de les quals corresponia a persones de 65 anys o més que vivien soles. El nombre mitjà de persones vivint en cada habitatge era de 2,21 i el nombre mitjà de persones que vivien en cada família era de 2,82.
Per edats la població es repartia de la següent manera: un 25,9% tenia menys de 18 anys, un 6,8% entre 18 i 24, un 25,5% entre 25 i 44, un 26% de 45 a 60 i un 15,8% 65 anys o més.
L'edat mediana era de 40 anys. Per cada 100 dones de 18 o més anys hi havia 99,3 homes.
La renda mediana per habitatge era de 29.313 $ i la renda mediana per família de 34.423 $. Els homes tenien una renda mediana de 31.111 $ mentre que les dones 18.611 $. La renda per capita de la població era de 16.964 $. Entorn del 14,2% de les famílies i el 20,3% de la població estaven per davall del llindar de pobresa.

## Poblacions més properes
El següent diagrama mostra les poblacions més properes.